# Itupiranga
Itupiranga là một đô thị thuộc bang Pará, Brasil. Đô thị này có diện tích 7879,995 km², dân số năm 2007 là 42165 người, mật độ 5,35 người/km².